# Micranthes careyana
Micranthes careyana är en stenbräckeväxtart som först beskrevs av Samuel Frederick Gray, och fick sitt nu gällande namn av John Kunkel Small. Micranthes careyana ingår i släktet rosettbräckor, och familjen stenbräckeväxter. Inga underarter finns listade i Catalogue of Life.